# Möbelwagen
Flakpanzer IV «Möbelwagen», полное название — 3,7 cm FlaK auf Fahrgestell Panzerkampfwagen IV (Sf) — германская зенитная самоходная установка (ЗСУ) времён Второй мировой войны на базе среднего танка PzKpfw IV. По ведомственной системе обозначения бронетехники носила индекс Sd.Kfz. 161/3. Своё название «Möbelwagen» («мебельный фургон») получила из-за внешнего сходства в походном положении (поднятые бронещитки орудия) с мебельным фургоном.
Все машины строились на вновь выпущенных шасси на заводе фирмы Дойче Айзенверке. Выделенные номера шасси 93251-93500.
|       | 1     | 2     | 3     | 4     | 5     | 6     | 7     | 8     | 9     | 10    | 11    | 12    | Всего |
| ----- | ----- | ----- | ----- | ----- | ----- | ----- | ----- | ----- | ----- | ----- | ----- | ----- | ----- |
| 1944  |       |       | 20    | 20    | 15    | 34    | 31    | 30    | 24    | 14    | 10    | 7     | 205   |
| 1945  | 5     | 18    | 12    | ?     |       |       |       |       |       |       |       |       | 35    |
| Всего | Всего | Всего | Всего | Всего | Всего | Всего | Всего | Всего | Всего | Всего | Всего | Всего | 240   |